# Mèo rừng châu Á
Mèo rừng châu Á (Felis lybica ornata) là tên của một phân loài mèo rừng châu Phi chủ yếu sống ở sa mạc Rajasthan và Đầm lầy mặn Kutch, bao hàm cả vùng đồng cỏ Banni của Ấn Độ và vùng sa mạc Sindh ở Pakistan nằm kế bên. Nó có quan hệ họ hàng với mèo rừng châu Phi, tổ tiên của mèo nhà. So với mèo nhà, mèo rừng châu Á lớn hơn một chút. Mèo rừng châu Á có bô lông màu vàng nhạt ở phần trên cơ thể với những đốm đen ở lưng và vằn đen ở chân cùng với phần lông bụng màu trắng nhạt. Mắt của mèo rừng châu Á màu vàng. Loài mèo này hiện sống ở những khu vực biệt lập tại những vùng rừng câu bụi và nhiều núi đá chưa có người khai phá. Thức ăn của chúng là nhiều loài động vật có vú nhỏ và các loài gặm nhấm, chúng là động vật săn mồi về đêm. Khu bảo tồn động vật hoang dã Jalore, tọa lạc gần Jalore, Rajasthan, Ấn Độ là một trong những nơi hiếm hoi có quần thể mèo rừng châu Á quy mô đáng kể.

## Hình ảnh

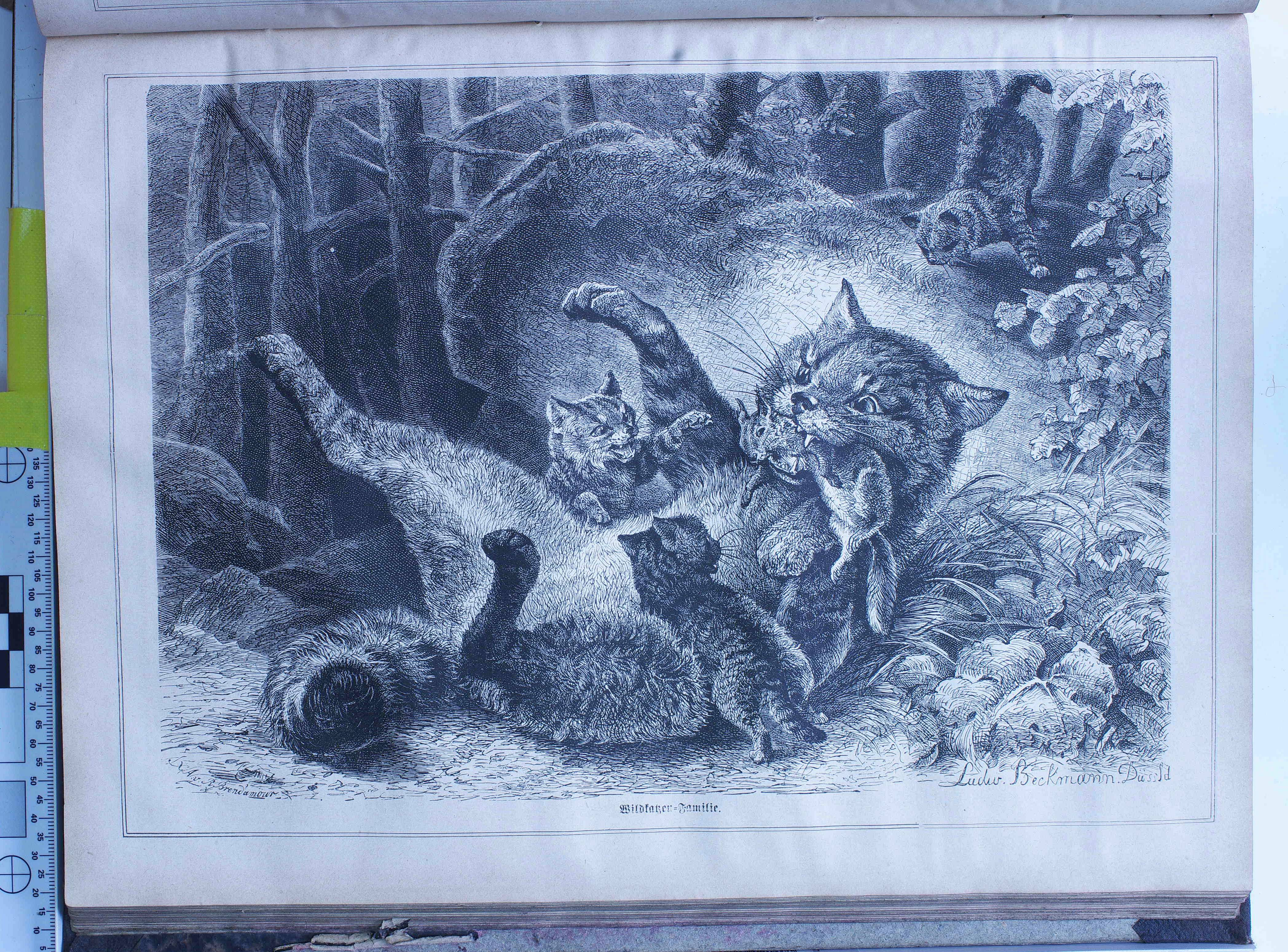
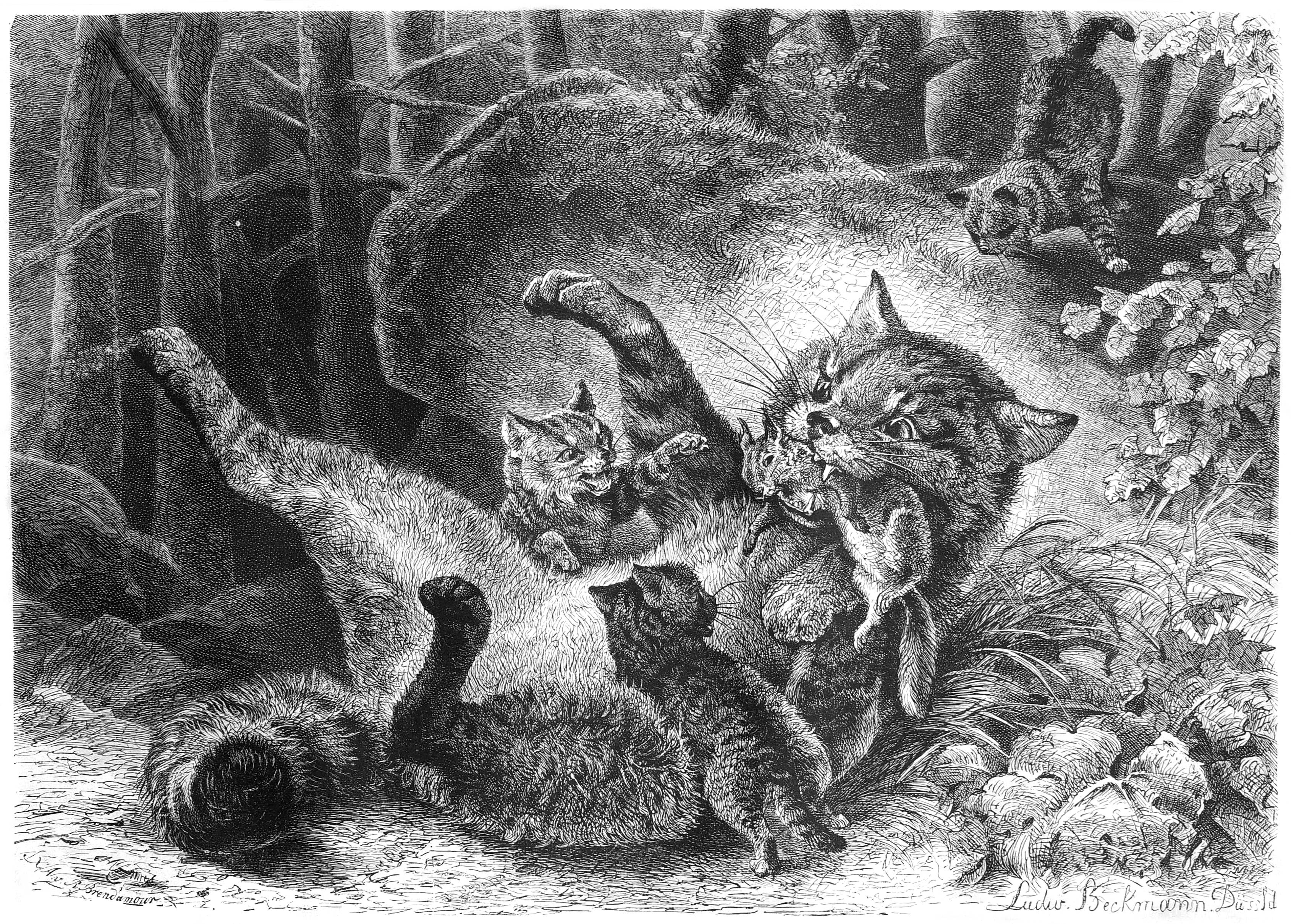
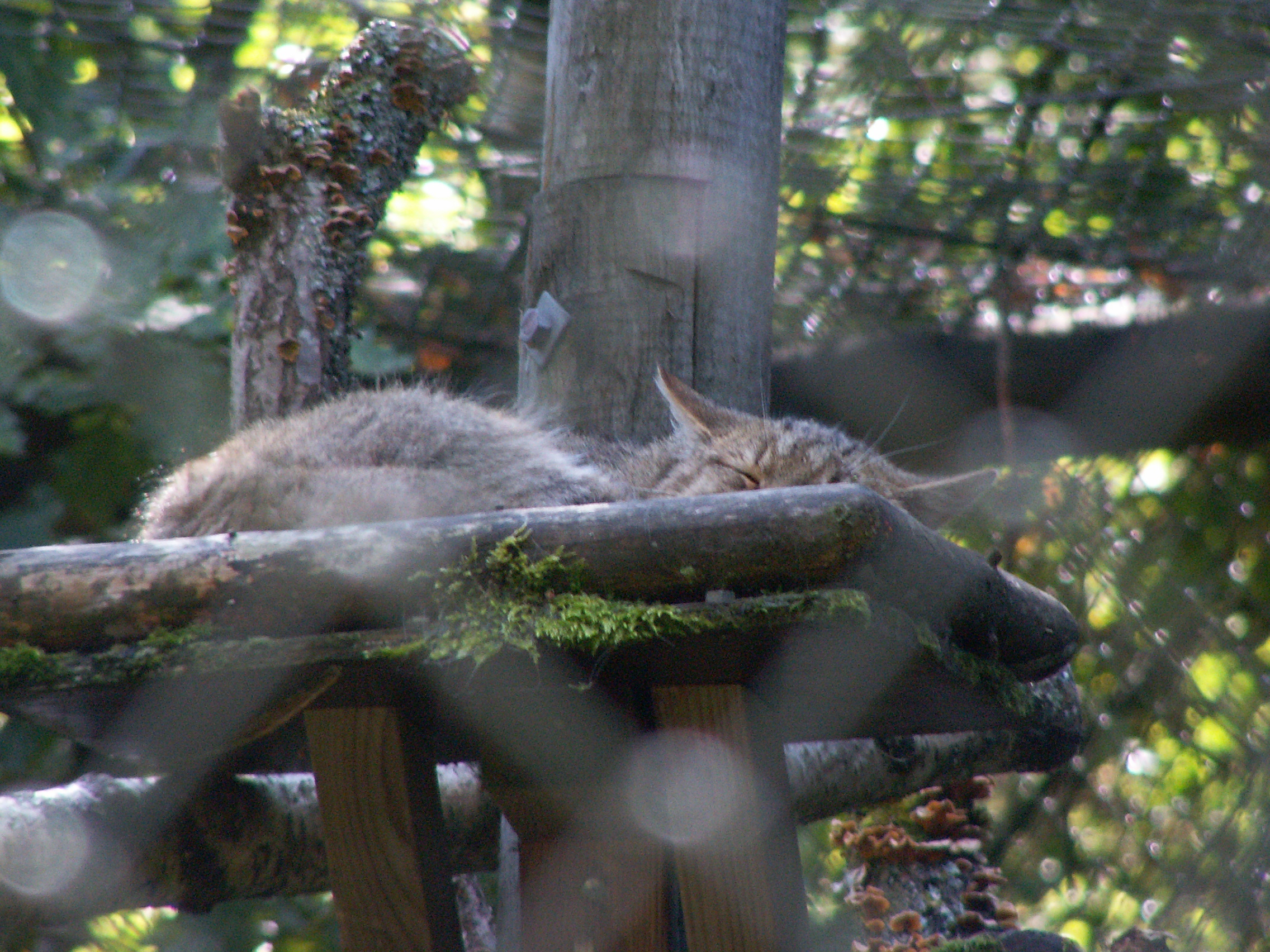